# Jean Robic
Jean Robic (Vouziers, 10 giugno 1921 – Claye-Souilly, 6 ottobre 1980) è stato un ciclista su strada, ciclocrossista e pistard francese.
Professionista dal 1943 al 1959, nel 1947 vinse il Tour de France e tre anni dopo divenne il primo campione del mondo di ciclocross.

## Carriera
Passò la giovinezza a Radenac nel dipartimento di Morbihan nella strada che successivamente è stata ribattezzata con il suo nome.
Nel 1947 vinse il primo Tour de France del dopoguerra, vestendo la maglia gialla solo in occasione della premiazione sugli Champs-Élysées a Parigi; durante la tappa conclusiva di quell'edizione, Robic attaccò sulla côte di Bonsecours, insieme a Edouard Fachleitner e Lucien Teisseire, distanziando la maglia gialla Pierre Brambilla. Sul traguardo Robic era primo in classifica generale, mentre Fachleitner secondo. Pensando di dovere la vittoria all'intercessione di Sant'Anna, patrona dei Bretoni, offrì la maglia alla Santa nella basilica di Sainte-Anne-d'Auray, in cui si trova tuttora. Oltre che su strada Robic si distinse anche nelle gare di ciclocross, specialità nella quale vinse il primo campionato del mondo nel 1950.
Di costituzione minuta ed esile era soprannominato Biquet (Capretto) per il suo particolare stile di scalatore, ma anche testa di vetro perché costretto a proteggersi col casco di cuoio dopo la frattura del cranio nella Parigi-Roubaix 1944.

### Morte
Morì il 6 ottobre 1980 in un incidente automobilistico nei pressi di Claye-Souilly, rientrando dalla serata a Germiny-Lévêque dove Joop Zoetemelk celebrava la vittoria del Tour.
Robic riposa nel cimitero comunale di Wissous.

## Palmarès

### Strada
- 1946 (Génial Lucifer, una vittoria)

3ª tappa Monaco-Parigi (Briançon > Aix-les-Bains, con la Bretagna)
- 1947 (Génial Lucifer, cinque vittorie)

2ª tappa Critérium du Dauphiné Libéré (Vienne > Annecy)
3ª tappa Tour de France (Lussemburgo > Strasburgo, con la Francia Ovest)
7ª tappa Tour de France (Lione > Grenoble, con la Francia Ovest)
15ª tappa Tour de France (Luchon > Pau, con la Francia Ovest)
Classifica generale Tour de France (con la Francia Ovest)
- 1948 (Génial Lucifer, quattro vittorie)

Cronoscalata del Mont Faron
1ª tappa, 2ª semitappa Tour de Suisse (Olten > Basilea, con la Nazionale francese)
4ª tappa Tour de Suisse (Thun > Altdorf, con la Nazionale francese)
Attraverso Losanna
- 1949 (Génial Lucifer, due vittorie)

11ª tappa Tour de France (Pau > Luchon, con la Selezione Nord Ovest)
Cronoscalata del Mont Faron
- 1950 (Cilo, tre vittorie)

1ª tappa, 1ª semitappa Roma-Napoli-Roma (Roma > Frosinone, cronometro)
2ª tappa, 2ª semitappa Roma-Napoli-Roma (Latina > Roma, cronometro)
Classifica generale Roma-Napoli-Roma
- 1952 (Bottecchia/Colomb, quattro vittorie)

1ª tappa, 2ª semitappa Roma-Napoli-Roma (Frosinone > Caserta)
3ª tappa, 2ª semitappa Roma-Napoli-Roma (Napoli, cronometro)
14ª tappa Tour de France (Aix-en-Provence > Avignone, con la Nazionale francese)
Polymultipliée
- 1953 (Terrot, una vittoria)

11ª tappa Tour de France (Cauterets > Luchon, con la Selezione Ovest)

#### Altri successi
- 1945 (Génial Lucifer)

Omnium de la Route
- 1952 (Bottecchia & Colomb)

Bol d'Or des Monedieres
Tour de Haute-Savoie

### Ciclocross
- 1944-1945

Campionato francese di ciclocross
- 1946-1947

Criterium International
- 1949-1950

Campionato mondiale di ciclocross

## Piazzamenti

### Grandi Giri
- Giro d'Italia

1950: ritirato
- Tour de France

1947: vincitore
1948: 16º
1949: 4º
1950: 12º
1951: 27º
1952: 5º
1953: ritirato
1954: ritirato
1955: ritirato
1959: ritirato

### Classiche monumento
- Milano-Sanremo

1952: 8º
1953: 7º
- Parigi-Roubaix

1945: 25º
1949: 87º
1952: 45º
1953: 74º
1954: 98º
- Liegi-Bastogne-Liegi

1951: 5º
1952: 3º
- Giro di Lombardia

1951: 63º
1952: 34º
1955: 11º

### Competizioni mondiali
- Campionati del mondo

Lussemburgo 1952 - In linea: 26º
Solingen 1954 - In linea: 14º
- Campionati del mondo di ciclocross

Parigi 1950 - Elite: vincitore

## Riconoscimenti
- Inserito tra le Gloires du sport